# هری پریلند
هری پریلند (انگلیسی: Harry Pringle; ۸ آوریل ۱۹۰۰ – ۸ ژانویهٔ ۱۹۶۵) بازیکن فوتبال اهل بریتانیا بود.
از باشگاه‌هایی که در آن بازی کرده‌است می‌توان به باشگاه فوتبال آرسنال، باشگاه فوتبال لینکولن سیتی، و باشگاه فوتبال گرنثم تاون اشاره کرد.